# Germán Pedro Martínez
Germán Pedro Martínez (Rosario, 22 de febrero de 1975) es un docente, politólogo y político argentino, miembro del Partido Justicialista, que se desempeña como diputado nacional por Unión por la Patria, representando a la provincia de Santa Fe desde que fue electo en las elecciones legislativas de 2019.
Desde el 2022, se desempeña como jefe de la bancada de la Unión por la Patria en el Congreso Nacional.

## Biografía
Martínez nació el 22 de febrero de 1975 en Rosario. En 1999, tras realizar estudios de grado en la Universidad Nacional de Rosario, obtuvo el título de Licenciado en Ciencia Política. 
Entre 1994 y 2003, se desempeñó como asistente docente en el Colegio Salesiano San José, escuela privada católica de Rosario, y luego trabajó como Institución Salesiana Nuestra Señora del Rosario en Funes.

## Carrera política

### Comienzos
Martínez comenzó como militante en una organización de juventud cristiana.
Entre 2005 y 2012, fue jefe de asesores de la Presidencia de Bloque de Diputados del Frente para La Victoria-Partido Justicialista (FPV-PJ) durante la presidencia del bloque por parte de Agustín Rossi, exdiputado nacional.
Entre enero y junio de 2013, fue secretario Administrativo del Bloque FPV-PJ en Diputados).
En junio de 2013, fue designado como Subsecretario de Coordinación Administrativa del Ministerio de Defensa de la Nación, durante la presidencia de Cristina Fernández de Kirchner, mientras Agustín Rossi era ministro de Defensa.
Entre 2015 a 2017, Martínez fue asesor de Guillermo Carmona, diputado por Mendoza.
En diciembre de 2017, fue designado como jefe de Gabinete del Bloque del FPV, nuevamente durante la presidencia del bloque del exdiputado nacional Rossi, hasta 2019.

### Diputado nacional (2019-actualidad)
En las elecciones legislativas de 2019, Martínez integró el cuarto lugar de la lista de diputados del Frente de Todos por Santa Fe. En aquella elección, el Frente de Todos resultó segundo con el 42,26% de los votos, los suficientes para que Martínez ingrese a la cámara.
En diciembre de 2020, votó a favor de la ley para la despenalización del aborto.
En febrero de 2022, fue elegido como jefe de la bancada del Frente de Todos luego de la renuncia de Máximo Kirchner, quien había dejado el puesto por discrepancias con el acuerdo del país con el Fondo Monetario Internacional a pesar de que Germán intento de convencer de que todos votaran el acuerdo con el FMI.

### Candidatura a Convencional Constituyente en Santa Fe (2025)
En 2025, durante el proceso de reforma de la Constitución de Santa Fe impulsado por el gobernador de la Provincia, Maximiliano Pullaro, Martínez se postuló para el cargo de convencional constituyente por el distrito de Rosario, por la alianza "Más Para Santa Fe".
En abril del mismo año, Martínez advirtió que la reforma podría resultar «peor que la vigente de 1962, si adquiere una impronta anarco-libertaria», subrayando además la posibilidad de que el gobernador estuviera alineado con las políticas del gobierno nacional y del presidente de la Nación:

"Porque si hay una mayoría de "radicales con peluca", donde está Pullaro, y se suman libertarios, la Constitución irá en contra de los derechos y de las garantías de los santafesinos. Sería regresividad. El propio Pullaro dijo que no tiene que haber ningún rastro de garantías dentro de la reforma."
Martínez en dialogo con La Capital, 4 de abril de 2025

La elección se realizó el 13 de abril de 2025. Martínez obtuvo el tercer lugar con el 14,91% de los votos, mientras que la candidatura distrital fue ganada por Juan Pedro Aleart, candidato de La Libertad Avanza.

## Vida privada
Martínez se encuentra casado con Carla María Morasso y tiene dos hijos.

## Historial electoral
|  | 42,56 % |

|  | 42,26 % |

|  | 20,34 % |

|  | 29,10 % |

|  | 14,91 % |